# Marezzatura (carne)

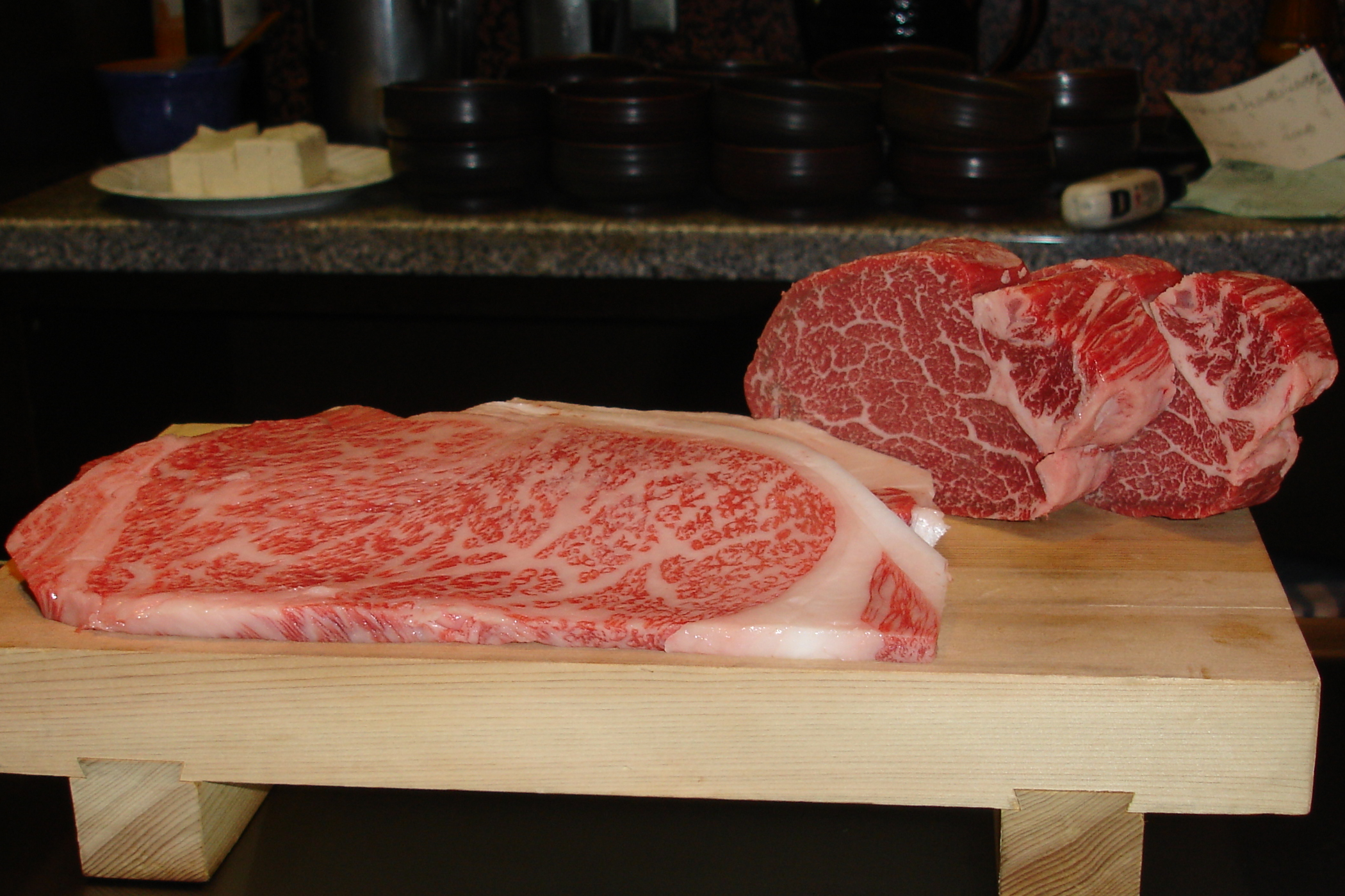
Carne di manzo di Kobe, caratterizzata da un alto grado di marezzatura

La marezzatura  è una proprietà della carne che consiste nella distribuzione del grasso all'interno del tessuto muscolare. La carne, a seconda della quantità e della forma con cui il grasso si infiltra nelle fibre, può presentare delle venature simili a quelle del marmo (da cui il termine carne marmorizzata) o chiazze simili a minuscole foglie di prezzemolo (da cui il termine carne prezzemolata). Tipicamente utilizzata in gastronomia, questa proprietà è un indice di qualità della carne: dato che la quantità di grasso deriva dallo stato di salute e dal tipo di alimentazione dell'animale, più alto è il grado di marezzatura e più pregiato sarà il taglio di carne; durante la cottura, inoltre, il grasso finemente distribuito si scioglie, conferendo alla carne sapore, fragranza e morbidezza.